# Trigonoderus
Trigonoderus is een geslacht van vliesvleugeligen uit de familie Pteromalidae. De wetenschappelijke naam van dit geslacht is voor het eerst geldig gepubliceerd in 1832 door Westwood.

## Soorten
Het geslacht Trigonoderus omvat de volgende soorten:
- Trigonoderus areolatus Cameron, 1909
- Trigonoderus bimaculatus (Nees, 1834)
- Trigonoderus brasiliensis Ashmead, 1904
- Trigonoderus cyanescens (Förster, 1841)
- Trigonoderus dolichogaster Kamijo, 2000
- Trigonoderus filatus Walker, 1836
- Trigonoderus fortidens Cameron, 1909
- Trigonoderus fraxini Yang, 1996
- Trigonoderus immaculatus (Nees, 1834)
- Trigonoderus longipilis Yang, 1996
- Trigonoderus malaisei Hedqvist, 1968
- Trigonoderus nigrocephalus Kamijo, 2000
- Trigonoderus nobilitatus Graham, 1993
- Trigonoderus occultus (Förster, 1841)
- Trigonoderus princeps Westwood, 1832
- Trigonoderus pulcher Walker, 1836
- Trigonoderus sokanowskii Novicky, 1955
- Trigonoderus varipes Viereck, 1903
- Trigonoderus yamamotoi Kamijo, 2000